# Saint-Rémy-de-la-Vanne
Saint-Rémy-de-la-Vanne (vor 2024 Saint-Rémy-la-Vanne) ist eine französische Gemeinde mit 976 Einwohnern (Stand 1. Januar 2022) im Département Seine-et-Marne in der Region Île-de-France. Sie gehört zum Arrondissement Provins und zum Kanton Coulommiers. Die Einwohner werden Saint-Rémois genannt.

## Geographie
Die Gemeinde Saint-Rémy-de-la-Vanne liegt am Fluss Grand Morin, etwa fünf Kilometer nordwestlich von La Ferté-Gaucher, zwölf Kilometer südöstlich von Coulommiers und 60 Kilometer östlich von Paris.

## Bevölkerungsentwicklung
| Jahr      | 1946 | 1954 | 1962 | 1968 | 1975 | 1982 | 1990 | 1999 | 2006 | 2016 |
| --------- | ---- | ---- | ---- | ---- | ---- | ---- | ---- | ---- | ---- | ---- |
| Einwohner | 604  | 625  | 622  | 565  | 610  | 619  | 699  | 807  | 893  | 978  |

## Sehenswürdigkeiten
Siehe: Liste der Monuments historiques in Saint-Rémy-de-la-Vanne